# Elk (rivière, Tennessee)
Pour les articles homonymes, voir Elk.
L'Elk River est un affluent du Tennessee, donc un sous-affluent du Mississippi.

## Géographie
L'Elk est un affluent de 314 km de long.
Son cours principal est situé dans le Tennessee, puis dans l'Alabama où il se jette dans la rivière Tennessee.